# Talwar-Klasse
Die Talwar-Klasse oder Projekt 1135.6 ist eine Schiffsklasse von Fregatten der indischen Marine. Die Schiffe basieren auf der sowjetisch/russischen Kriwak-III-Klasse.
Hauptaufgabe der Schiffe, die seit 2003 bei der indischen Marine in Dienst stehen, ist die U-Boot-Abwehr und der Kampf gegen Überwasserschiffe. Die Klasse ist nach dem indischen Säbel Talwar benannt.

## Geschichte
Der Entwurf der Schiffe geht auf das Projekt 1135.1 (Krivak III) aus den frühen 1980er-Jahren zurück, den das Konstruktionsbüro Sewernoje für indische Verhältnisse modifizierte. 1997 wurde der Vertrag zum Bau der ersten drei Schiffe zwischen Indien und Russland unterzeichnet. Die Schiffe, die die veralteten Schiffe der Leander-Klasse ersetzen, wurden zwischen März 1999 und Mai 2000 bei der Baltischen Werft in Sankt Petersburg auf Kiel gelegt und liefen zwischen Mai 2000 und Mai 2001 vom Stapel. Zwei Schiffe wurden im Juni 2003 bei der indischen Marine in Dienst gestellt, das dritte folgte im April 2004.
Im Sommer 2006 wurde ein weiteres Baulos von drei Schiffen bestellt, das auf der „Jantar“-Werft in Kaliningrad gebaut wurde. Die erste Einheit F45 Teg wurde nach erfolgreicher Erprobung im April 2012 übergeben und nahm gleich zu Beginn ihrer langen Jungfernfahrt in die zukünftige Heimat am 823. Hamburger Hafengeburtstag teil. Indien war 2012 Partnerland des hanseatischen Volksfestes. Die zweite Einheit F46 Tarkasch wurde im November 2012 an die indische Marine übergeben.

## Einheiten
Indien bestellte zunächst zwei Baulose Neubauten. Das dritte Baulos umfasst zwei von drei ursprünglich für die Russische Marine begonnenen Schiffen. Nach Besetzung der ukrainischen Krim 2014 verhängte die Ukraine ein Waffenembargo. Hiervon war auch der Antrieb des ukrainischen Herstellers betroffen. Daher konnte die Jantar-Werft die betroffenen Schiffe nicht für die Russische Marine fertigstellen.
| Kennung   | Name                        | Bauwerft                          | Kiellegung         | Stapellauf        | Indienststellung | Verbleib      |
| 1. Baulos | 1. Baulos                   | 1. Baulos                         | 1. Baulos          | 1. Baulos         | 1. Baulos        | 1. Baulos     |
| --------- | --------------------------- | --------------------------------- | ------------------ | ----------------- | ---------------- | ------------- |
| F40       | Talwar (तलवार)               | Baltisches Werk, Sankt Petersburg | 10. März 1999      | 12. Mai 2000      | 18. Juni 2003    | aktiv         |
| F43       | Trishul (त्रिशूल)              | Baltisches Werk, Sankt Petersburg | 24. September 1999 | 24. November 2000 | 25. Juni 2003    | aktiv         |
| F44       | Tabar (टाबर)                 | Baltisches Werk, Sankt Petersburg | 26. Mai 2000       | 25. Mai 2001      | 19. April 2004   | aktiv         |
| 2. Baulos |                             |                                   |                    |                   |                  |               |
| F45       | Teg (तेग)                    | Jantar, Kaliningrad               | Juli 2007          | 27. November 2009 | 27. April 2012   | aktiv         |
| F50       | Tarkasch (तरकश)             | Jantar, Kaliningrad               | November 2007      | 23. Juni 2010     | 9. November 2012 | aktiv         |
| F51       | Trikand (त्रिकांड)              | Jantar, Kaliningrad               | 11. Juni 2008      | 25. Mai 2011      | 29. Juni 2013    | aktiv         |
| 3. Baulos |                             |                                   |                    |                   |                  |               |
| F70       | Tushil (ex-Admiral Butakow) | Jantar, Kaliningrad               | 12. Juli 2013      | 28. Oktober 2021  | 9. Dezember 2024 | aktiv         |
| F71       | Tamal (ex-Admiral Istomin)  | Jantar, Kaliningrad               | 15. November 2013  | 24. Februar 2022  | 1. Juli 2025     | aktiv         |
| 4. Baulos |                             |                                   |                    |                   |                  |               |
|           | Triput                      | Goa Shipyard, Vasco da Gama       | 29. Januar 2021    | 23. Juli 2024     |                  | in Ausrüstung |
|           | Tavasya                     | Goa Shipyard, Vasco da Gama       | 18. Juni 2021      | 22. März 2025     |                  | in Ausrüstung |

## Technik

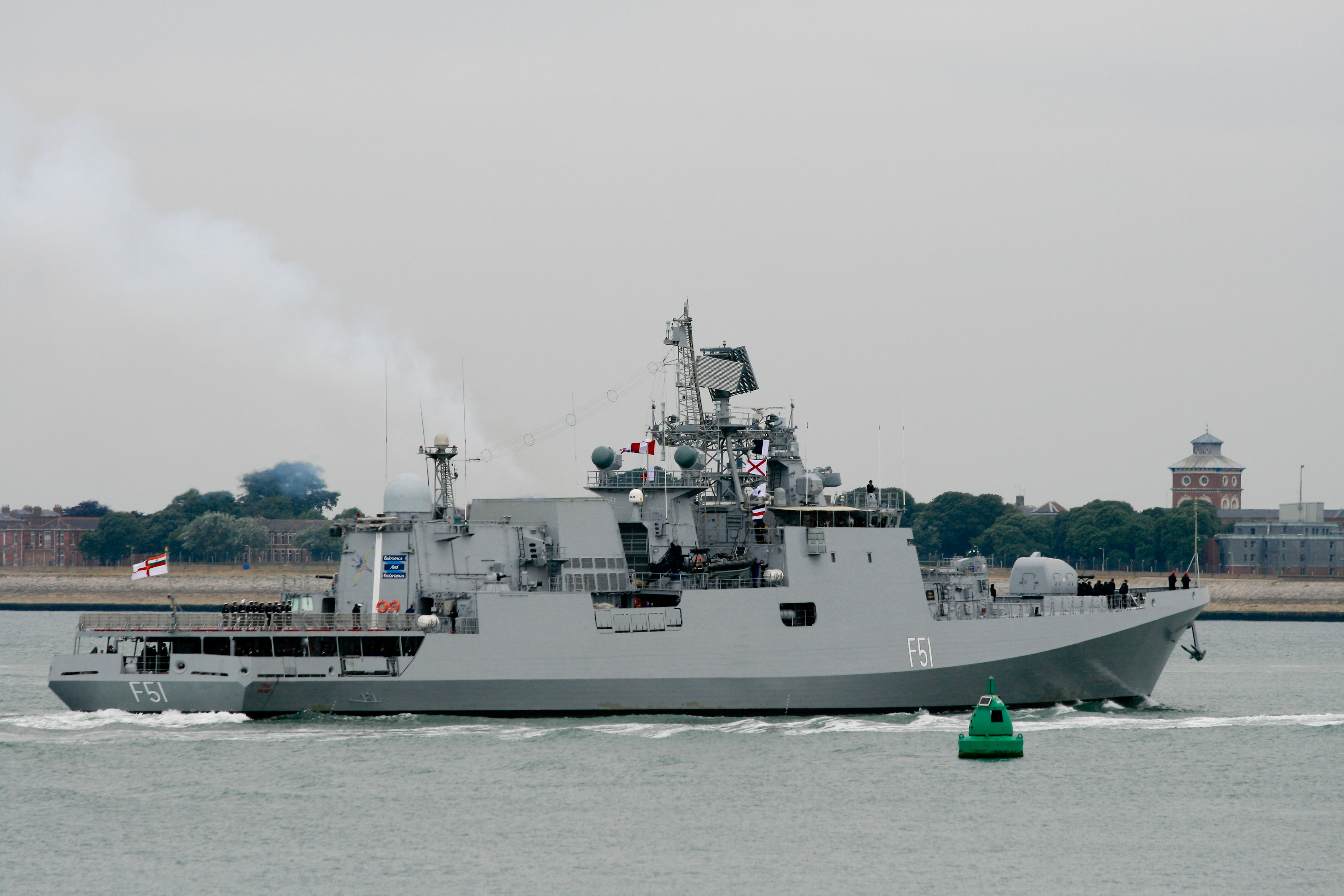
INS Trikand (F51) 2013

### Rumpf und Antrieb
Der Grundentwurf der Schiffe basiert auf der sowjetisch/russischen Kriwak-III-Klasse, die in Hinsicht auf den Radarquerschnitt verbessert wurde und über Stealth-Eigenschaften verfügen. Die Schiffe sind 125,3 Meter lang, 15,2 Meter breit und haben bei einer Standardverdrängung von 3.780 Tonnen einen Tiefgang von 4,9 Metern. Der Antrieb erfolgt durch zwei DS-71-Gasturbinen mit je 9.000 shp Leistung, die jeweils einen fünfblättrigen Propeller antreiben. Für Hochgeschwindigkeitsfahrten können zwei Boost-DT-59-Gasturbinen mit je 19.500 shp Leistung zugeschaltet werden (COGAG-Antrieb). Die Schiffe haben eine Höchstgeschwindigkeit von 32,5 Knoten. Die Reichweite beträgt 4.500 Seemeilen bei 16 Knoten, 3.900 Seemeilen bei 20 Knoten und 900 Seemeilen bei 30 Knoten.

### Bewaffnung und Elektronik
Auf dem Vorschiff befindet sich ein UKSK-Senkrechtstartsystem. Dieses besteht aus acht Zellen, die wahlweise mit acht BrahMos oder Klub-N-Lenkwaffen bestückt werden können.
Die Flugabwehrbewaffnung der Talwar-Klasse besteht aus einem Einzelstarter für SA-N-12 Grizzly-Boden-Luft-Raketen für mittlere Reichweiten. Das unter dem Starter liegende Magazin fasst 24 Lenkwaffen vom Typ 9M317E oder 9M38M. Zusätzlich befinden sich an Bord acht schultergestützte Kurzstrecken-Boden-Luft-Raketen vom Typ 9K310 Igla-1.
Zur U-Jagd dienen 2 533-mm-Torpedodoppelstarter, die Torpedos vom Typ SET-65SE oder 53-65KE verschießen. Zusätzlich steht ein RBU-6000 12-fach-Wasserbombenwerfer mit insgesamt 48 Geschossen zur Verfügung.
Die Artillerie besteht aus einem 100-mm-Geschütz vom Typ A-190E mit einem 5P-10E-Puma-Feuerleitsystem. Die maximale Reichweite des Geschützes beträgt 20 km, die Kadenz 80 Schuss/Minute. Je nach verwendeter Munition können Land-, See- und Luftziele bekämpft werden.
Zur Nahbereichsverteidigung dienen zwei Kaschtan-CIWS auf dem Hangardach. Bei den Schiffen der zweiten Serie wurden diese durch zwei AK-630M ersetzt.
Zur Aufklärung verfügen die Fregatten über ein 3Ts-25E Garpun-B-Radar sowie ein Fregat M2EM-3D-Radar mit 300 Seemeilen Ortungsreichweite. Zur Unterwasserortung sind die Schiffe mit einem BEL APSOH-Sonar ausgestattet.